# Намібія на літніх Олімпійських іграх 2004
Намібія брала участь у літніх Олімпійських іграх 2004 року в Афінах (Греція) учетверте за свою історію, але не завоювала жодної медалі. Країна була представлена 8 спортсменами (7 чоловіками та 1 жінкою) у 5 видах спорту: легка атлетика, бокс, стрільба, велоспорт і боротьба. Прапороносцем на церемоніях відкриття та закриття Олімпійських ігор був боксер Паулус Амбунда.

## Бокс
| Категорія | Спортсмен      | 1/32               | 1/16                         | Чвертьфінал                       | Півфінал           | Фінал             | Фінал             |
| Категорія | Спортсмен      | Суперник Результат | Суперник Результат           | Суперник Результат                | Суперник Результат | Місце             |                   |
| --------- | -------------- | ------------------ | ---------------------------- | --------------------------------- | ------------------ | ----------------- | ----------------- |
| до 48 кг  | Джозеф Джермія | Bye                | Пітер Вейкфілд (AUS) W 29–20 | Сергій Казаков (RUS) L 11–18      | завершив змагання  | завершив змагання | завершив змагання |
| до 51 кг  | Паулус Амбунда | Bye                | Джонні Мендоса (VEN) W 39–19 | Рустамгоджа Рахімов (GER) L 15–28 | завершив змагання  | завершив змагання | завершив змагання |

## Боротьба
Чоловіки
Вільна боротьба
| Спортсмен     | Дисципліна | Попередні поєдинки          | Попередні поєдинки              | Попередні поєдинки | Чвертьфінал        | Півфінал           | Фінал              | Фінал |
| Спортсмен     | Дисципліна | Суперник Результат          | Суперник Результат              | Місце              | Суперник Результат | Суперник Результат | Суперник Результат | Місце |
| ------------- | ---------- | --------------------------- | ------------------------------- | ------------------ | ------------------ | ------------------ | ------------------ | ----- |
| Ніко Джейкобс | 96 кг      | Рустам Агаєв (AZE) L 0–5 VT | Іслам Байрамуков (KAZ) L 1–3 PP | 3                  | завершив змагання  | завершив змагання  | завершив змагання  | 18    |

## Велоспорт
Маунтенбайк
| Спортсмен     | Дисципліна             | Час     | Місце |
| ------------- | ---------------------- | ------- | ----- |
| Менні Гейманс | кросс-кантрі, чоловіки | 2:28:28 | 29    |

## Легка атлетика
|           | Спортсмен        | Дисципліна | Гіт     | Гіт       | Чвертьфінал | Чвертьфінал | Півфінал   | Півфінал   | Фінал      | Фінал      |
| Результат | Спортсмен        | Дисципліна | Місце   | Результат | Місце       | Результат   | Місце      | Результат  | Місце      |            |
| --------- | ---------------- | ---------- | ------- | --------- | ----------- | ----------- | ---------- | ---------- | ---------- | ---------- |
| Чоловіки  | Френкі Фредерікс | 100 м      | 10.12   | 1 Q       | 10.17       | 4           | не пройшов | не пройшов | не пройшов | не пройшов |
| Чоловіки  | Френкі Фредерікс | 200 м      | 20.54   | 1 Q       | 20.20       | 2 Q         | 20.43      | 3 Q        | 20.14      | 4          |
| Чоловіки  | Крісті ван Вік   | 100 м      | 10.49   | 5         | не пройшов  | не пройшов  | не пройшов | не пройшов | не пройшов | не пройшов |
| Жінки     | Агнес Самарія    | 800 м      | 2:00.05 | 2 Q       | 1:59.37     | 5           | не пройшла | не пройшла | не пройшла | не пройшла |

## Стрільба
Чоловіки
| Спортсмен     | Змагання       | Кваліфікація | Місце | Фінал      | Місце      | Всього     | Місце      |
| ------------- | -------------- | ------------ | ----- | ---------- | ---------- | ---------- | ---------- |
| Фрідгельм Сак | пістолет, 10 м | 572          | 33    | не пройшов | не пройшов | не пройшов | не пройшов |
| Фрідгельм Сак | пістолет, 50 м | 520          | 41    | не пройшов | не пройшов | не пройшов | не пройшов |